# ال‌ا گرین (سی‌ام ۱۰)
ال‌ا گرین (سی‌ام ۱۰) (به انگلیسی: LÉ Grainne (CM10)) یک کشتی بود که طول آن ۴۲٫۶۷ متر (۱۴۰٫۰ فوت) بود. این کشتی در سال ۱۹۵۳ ساخته شد.